# Ashton Sanders
Pour les articles homonymes, voir Sanders.
Ashton Sanders est un acteur américain né le 24 octobre 1995 à Carson. Il est notamment connu pour sa participation au film Moonlight (Oscar du meilleur film en 2017) ou encore à la série télévisée Wu-Tang: An American Saga.

## Biographie

### Jeunesse et études
Ashton Sanders nait à Carson en Californie. Il fréquente l'école d'arts Grand Arts High School à Downtown Los Angeles où il obtient un diplôme en 2013. Il passe ensuite un Bachelor of Fine Arts au sein de la Theatre School de l'Université DePaul, qu'il quitte en 2016 pour se concentrer sur sa carrière d'acteur.

### Carrière
Ahston Sanders fait ses débuts au cinéma dans The Retrieval (en) de Chris Eska. Présenté au festival South by Southwest, le film ne connait qu'une sortie limitée.
En 2015, il apparait dans un tout petit rôle dans NWA: Straight Outta Compton de F. Gary Gray, film sur le groupe de rap NWA. En 2016, il apparait dans un épisode de la web-série The Skinny. La même année, il tient un rôle dans Moonlight de Barry Jenkins. Le film reçoit des critiques très élogieuses dans la presse et reçoit de nombreuses distinctions dont l'Oscar du meilleur film et le Golden Globe du meilleur film dramatique. La performance d'Ashton Sanders est elle-même saluée par la critique, notamment Benjamin Lee de The Guardian.
Ahston Sanders apparait ensuite dans Equalizer 2, aux côtés de Denzel Washington. En 2019, il tient un rôle dans le film de science-fiction Captive State avec notamment John Goodman et Vera Farmiga. Il tient ensuite le premier rôle de Native Son, adaptation du roman Un enfant du pays de Richard Wright.
Depuis 2019, il incarne le rappeur-producteur RZA dans Wu-Tang: An American Saga, série diffuséen sur Hulu et racontant la création de rap Wu-Tang Clan.
Il incarnera ensuite Bobby Brown dans I Wanna Dance With Somebody, film biographique consacré à Whitney Houston.

## Filmographie
Sauf indication contraire, les informations mentionnées dans cette section peuvent être confirmées par la base de données cinématographiques IMDb,  présente dans la section « Liens externes ».

### Cinéma
- 2012 : Making Possibilities (court métrage) de Rohan Shand : Donnie
- 2013 : The Retrieval de Chris Eska
- 2015 : NWA: Straight Outta Compton (Straight Outta Compton) de F. Gary Gray : un jeune dans le bus
- 2016 : Moonlight de Barry Jenkins : Chiron, adolescent
- 2016 : We Home (court métrage) de Rayka Zehtabchi : Javan
- 2016 : The Last Virgin in LA (court métrage) de Zane Rubin : Josh
- 2018 : Dead Women Walking de Hagar Ben-Asher : Troy
- 2018 : Equalizer 2 (The Equalizer 2) d'Antoine Fuqua : Miles Whittaker
- 2019 : Native Son de Rashid Johnson : Bigger Thomas (en)
- 2019 : Captive State de Rupert Wyatt : Gabriel Drummond
- 2020 : All Day and a Night de Joe Robert Cole : Jahkor Abraham Lincoln
- 2021 : Judas and the Black Messiah de Shaka King : Jimmy Palmer
- 2022 : I Wanna Dance With Somebody de Kasi Lemmons : Bobby Brown

### Séries télévisées
- 2016 : The Skinny - 1 épisode : Tyler
- depuis 2019 : Wu-Tang: An American Saga : Bobby Diggs / RZA
- 2022 : Cool Attitude, encore plus cool (The Proud Family: Louder and Prouder) (série d'animation) - 1 épisode : College Kareem (voix)

### Clips
- 2017 : The Kids Are Alright de The xx
- 2018 : I Dare You de Chloe x Halle